# Tretomphaloides
Tretomphaloides es un género de foraminífero bentónico de la familia Rosalinidae, de la superfamilia Discorboidea, del suborden Rotaliina y del orden Rotaliida. Su especie tipo es Discorbina concinna. Su rango cronoestratigráfico abarca el Holoceno.

## Clasificación
Tretomphaloides incluye a las siguientes especies:
- Tretomphaloides clara
- Tretomphaloides concinnus